# Johann-Friedrich-Blumenbach Institut für Zoologie und Anthropologie
Das Johann-Friedrich-Blumenbach Institut für Zoologie und Anthropologie ist eine Forschungseinrichtung für Zoologie und Anthropologie an der Georg-August-Universität Göttingen. Benannt wurde das Institut nach dem deutschen Anthropologen und Naturforscher Johann Friedrich Blumenbach (1752–1840).
Die Abteilungen des Instituts sind auf mehrere Gebäude am Campus Göttingen verteilt.
Zur Einrichtung gehören diverse Sammlungen sowie eine Feinmechanische Werkstatt und Elektronik-Werkstatt.

## Forschungsschwerpunkte
- Neurobiologische Grundlagen des Verhaltens und der Kognition
- Evolution, Vielfalt und Ökologie der Tiere sowie Naturschutz
- Funktionelle Genetik von Insekten und ihre Anwendung bei der Schädlingsbekämpfung
- Historische Anthropologie

## Geschichte

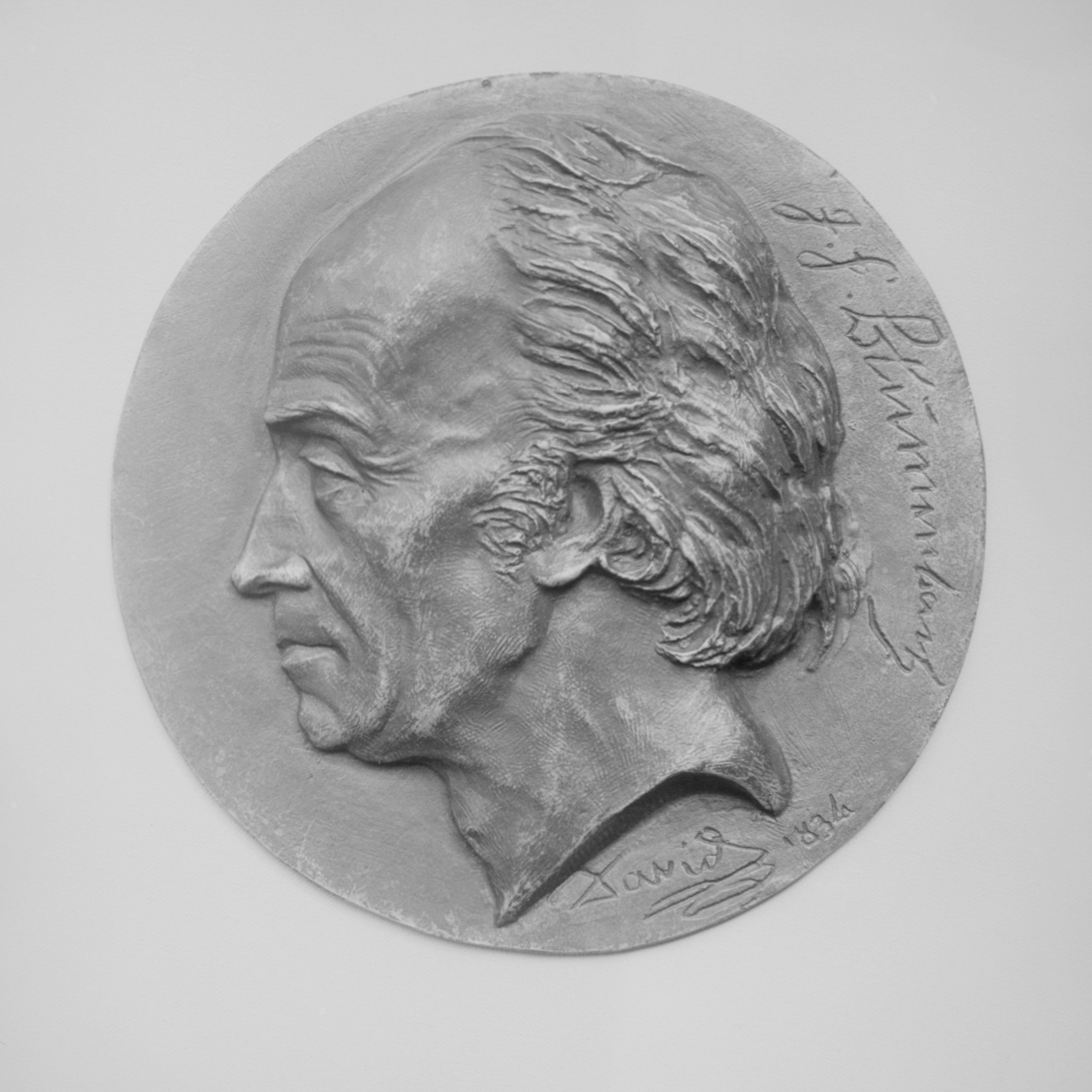
J. F. Blumenbach (1752–1840)

Das Institut arbeitet in Forschung und Lehre eng mit dem Deutschen Primatenzentrum (DPZ) zusammen, wobei mehrere Abteilungen am DPZ angesiedelt oder als Brückenprofessuren eingerichtet sind.
Kollaborationen in Lehre und Wissenschaft bestehen mit der Universitätsmedizin Göttingen (UMG) sowie nicht-universitären Instituten wie dem Max-Planck-Institut für biophysikalische Chemie, dem Max-Planck-Institut für experimentelle Medizin, dem Max-Planck-Institut für Dynamik und Selbstorganisation und dem European Neuroscience Institute Göttingen.
Regelmäßig werden auch herausragende Wissenschaftler zur Blumenbach-Lecture an das Institut eingeladen.
Seit den 2020er Jahren besteht eine Kontroverse ob der Namensgeber Johann Friedrich Blumenbach im Institutsnamen gestrichen werden sollte.
J. F. Blumenbach gilt als ein wesentlicher Begründer der Zoologie und der Anthropologie als wissenschaftliche Disziplinen. Das nach Blumenbach benannte Institut wurde 1998 nach der Vereinigung des 1. und 2. Zoologischen Instituts mit dem Institut für Anthropologie, gegründet. 2003 wurde auch das vormalige 3. Zoologische Institut – Entwicklungsbiologie in das Gesamtinstitut inkorporiert.
Das Institut war bis 2018 Teil des Zoologischen Museums Göttingen, 2022 wurde dort das Universitätsmuseum Forum Wissen eröffnet.